# Pierre-Louis Gautrot
Pierre-Louis Gautrot est un facteur d'instruments de musique, né à Auteuil le 1er mars 1812, et mort à Paris le 18 novembre 1882.

## Biographie
Il a commencé à fabriquer des instruments de musique de manière artisanale, chez lui, en 1827. La même année, Jean Auguste Guichard (1804-1884) commence à produire des instruments de musique de façon industrielle avec 210 ouvriers. Il a commencé à travailler avec Jean Auguste Guichard qui était aussi son beau-frère. En 1844, l'entreprise de Guichard a obtenu  une médaille d'or à l'Exposition des produits de l'industrie pour son cor et son cornet. Pierre-Louis Gautrot a développé les activités commerciales internationales de l'entreprise.
Jean Auguste Guichard s'est retiré de l'entreprise en 1845 et l'a vendue à Pierre-Louis Gautrot. L'entreprise va avoir des succursales à Londres, Madrid, Naples et New York. Elle produit plus de 200 modèles en 1850.
Il a commencé à vendre des instruments bon marché pour augmenter son marché. À partir de 1845, il a été attaqué par Adolphe Sax pour avoir copié ses instruments. L'affaire s'est terminée en 1867 par la condamnation de Gautrot à payer 500 000 francs de préjudice à Adolphe Sax.
En 1851, sa fabrique d'instruments de musique est installée 60 rue Saint-Louis, dans le Marais. En 1855, pour s'agrandir, il achète un terrain et une usine à Château-Thierry dans laquelle la plupart de ses instruments de musique vont être fabriqués. En 1857, il a acheté le fabricant de flûtes Jean-Louis Tulou. Une seconde fabrique d'instrument est construite à Château-Thierry. Il a modernisé l'entreprise en y introduisant la division du travail. 
Il a déposé une quarantaine de brevets au cours de sa carrière. Il a inventé la sarrussophone en 1856. Il a obtenu de nombreuses médailles pendant des expositions, dont l'argent lors d'une exposition universelle à Paris.
En 1865, Jean-Baptiste Couesnon vient travailler dans l'entreprise Gautrot. Son frère, Félix Couesnon, banquier, a obtenu de s'occuper des intérêts de l'entreprise.
L'entreprise a pris le nom de « Gautrot aîné & Cie » en 1869. Il a déposé deux marques en 1875 pour les instruments de musique en cuivre : « Gautrot-Marquet » « destiné à marquer les instruments de cuivre premier choix » et « Gautrot Breveté / à Paris »  « destiné à marquer les instruments de cuivre deuxième choix ». Deux marques ont aussi été déposés pour les instruments de musique en bois et une pour les cymbales. En 1875, le siège de l'entreprise est situé dans l'hôtel de Voysin, 80 rue de Turenne. En 1877, il a adjoint a son nom celui de son gendre Léon Durand pour devenir l'entreprise Gautrot aîné-Durand. 
En 1881, il a installé le siège social de son entreprise et une fabrique importante au 90 rue d'Angoulême (actuelle rue Jean-Pierre Timbaud). Il a acheté la fabrique de hautbois et bassons Triébert en faillite, le 5 août 1881.

## Postérité
En 1835, il s'est marié avec Charlotte Fischer dont il a une fille, Aimée Geneviève Gautrot. Sa femme décède en 1851. Il s'est remarié le 22 août 1851 avec Augustine Désirée Marquet (1826-1882) dont il a eu deux filles, Cécile (1852-1918) et Mathilde (1855- ). Sa fille Cécile s'est mariée avec Léon Ferdinand Célestin Durand (1844-1912). Sa fille Mathilde a épousé Amédée Couesnon (1850-1931), fils de Félix Couesnon, à Paris, le 20 février 1874. 
Après son décès, la direction de l'entreprise revient en 1882 à son gendre Amédée Couesnon, qui la renomme « Couesnon, Gautrot et Cie », puis « Couesnon & Cie » en 1888. En 1999, elle est rachetée par l'entreprise PGM pour former PGM Couesnon.